# تكامل اقتصادي

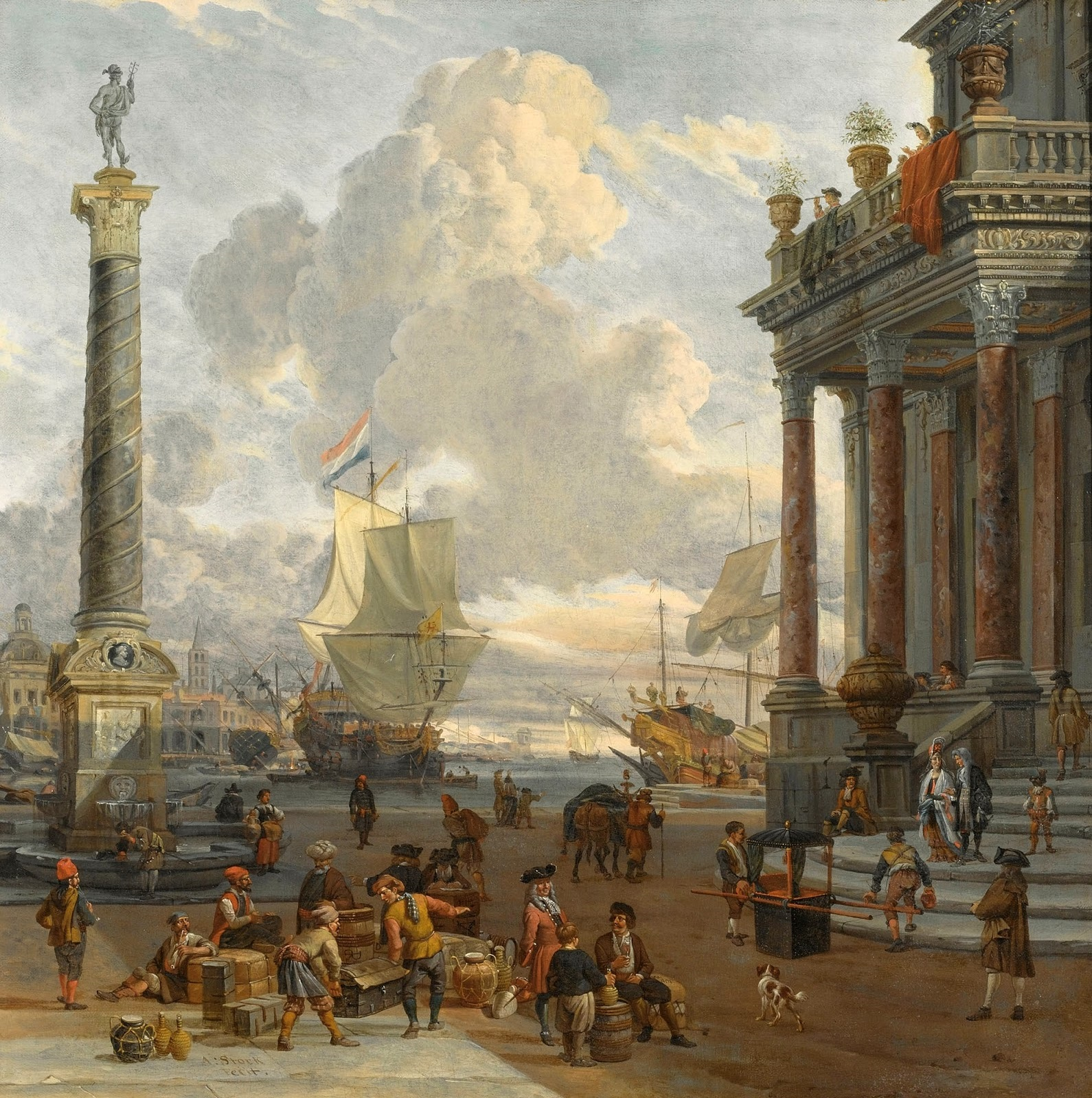

التكامل الاقتصادي (بالإنجليزية: Economic Integration)‏، والترجمة الحرفية له «الاندماج الاقتصادي».

ويتمثل المفهوم الاقتصادي للتكامل بتوحيد السياسات الاقتصادية بين عدة دول من خلال إلغاء جزئي أو كامل للقيود الجمركية وغير الجمركية على التجارة قبل اندماج تلك الدول بشكل كامل أو جزئي. وهذا التكامل بدوره يؤدي إلى انخفاض الأسعار لكل من الموزعين والمستهلكين الناتج عن زيادة الإنتاجية الاقتصادية المشتركة للدول.

## تعريف
التكامل الاقتصادي هو عمل إرادي من قبل دولتين أو أكثر، يقوم بإزالة كافة الحواجز أمام التبادلات التجارية وانتقال عوامل الإنتاج فيما بينها. في الاقتصاد الدولي، هو الحالة التي يتم فيها التعاون الاقتصادي بين الدول على أساس أن تقدم كل دولة للأخرى ما تحتاجه من عناصر تنقصها لتعزيز عملية الإنتاج الاقتصادي في كل البلدين، فالدول التي تملك العمالة الماهرة أو الرخيصة تقدم هذه العمالة، بينما تقوم الدول التي تملك رؤوس الأموال بتمويل الاستثمارات المشتركة.
كما أن التكامل الاقتصادي يضمن تنسيق السياسات الاقتصادية، وإيجاد نوع من تقسيم العمل بين الدول الأعضاء بهدف زيادة الإنتاجية العامة مع وجود فرص متكافئة لكل دولة عضو. وبشكل عام يبدأ باتفاقات تجارية مشتركة أو تخفيض أو إلغاء التعرفة الجمركية واتفاقات أخرى نقدية وصولا إلى الاندماج الاقتصادي الكامل.
يختلف الاقتصاديون حول تحديد مفهوم التكامل الاقتصادي، فاستخدمت مصطلحات عديدة للتعبير عن التكامل الاقتصادي فالبعض استعمل مصطلح الاندماج واخرون استخدموا مصطلحات أخرى كالتكتل والتعاون.

ويرجع هذا الاختلاف إلى نوعية التكامل الاقتصادي ودرجته هل هو جزئي أو كلي، أو هل هو بين دولتين على شكل اتفاقيات ثنائية أو بين مجموعة من الدول على شكل تكامل إقليمي.
يمثّل الاتحاد الأوروبي في توسعه أحد نماذج التكامل الاقتصادي، حيث قدّمت دول أوروبا الشرقية العمالة المهاجرة، بينما دعمت الدول الغربية مثل بريطانيا وألمانيا الاقتصاديات الضعيفة في أوروبا الشرقية وأمدتها برؤوس الأموا والتكنولوجيا اللازمة، ونتيجة للتطور الاقتصادي الذي حدث في الدول الشرقية تحولت هي نفسها لسوق يمكنه أن يستوعب المنتجات التي تصدرها الدول الغربية.

## مفهوم التكامل في إدارة الأعمال
في إدارة الأعمال يمكن تعريفه بأنه ضرب من التركيز الاقتصادي أي يمثل اتجاه المشروعات نحو تكبير حجمها للاستفادة من مزايا الإنتاج الكبير، ويكون ذلك بتوسع المشروع الأصلي دون تغيير في نوع نشاطه الاقتصادي، وذلك بزيادة الكمية المنتجة، وتحسين أساليب الإنتاج، أو بإضافة عمليات أخرى مكملة للعملية الأصلية التي يقوم بها، وهو ما يسمى بالتكامل. ويوجد له نوعين رئيسيين وقد يكون التكامل رأسياً (عمودياً) كإضافة مرحلة إنتاجية أو أكثر إلى مرحلة الإنتاج القائمة، أو يكون التكامل أفقياً (أفقي) وذلك بإضافة منتجات جديدة من نفس المادة الأولية إلى ما كان ينتجه المشروع من قبل أو قد يشمل كلا النوعين الرأسي والأفقي وهو النوع المختلط
.

## مفاهيم أخرى للتكامل الاقتصادي
يستعمل مفهوم التكامل الاقتصادي على نطاق واسع في الأدب الاقتصادي العالمي، ويمكن تمييز نوعين من التكامل الاقتصادي، الأول هو التكامل على نطاق الاقتصاد الوطني، ويقوم على أساس التقييم الفعال والتبادل الأنتاجي بين الوحدات الأساسية داخل القطر.
وحل مشكلة التكامل الأقتصادي الداخلي يتوقف على مجموعة من التدابير والتحويلات الاقتصادية والأجتماعية والأدارية.
فمن الناحية الاقتصادية يجب أن يختار لأجل التنمية ذات الأولوية تلك الفروع والمؤسسات التي تخلق صلات جديدة في الاقتصاد وتشغل في الدورة الاقتصادية موارد وأحتياطات من اليد العاملة، ويجب توزيع القوى المنتجة بحيث يخلق أستثمار بعض الموارد ظروفا مناسبة لأستجلاب أخرى، وتعتبر أهم نتيجة للتكامل الاقتصادي الداخلي بهذا المفهوم هو الأستفادة من الموارد الداخلية بقوى البلد نفسه قدر المستطاع.
والتكتل الأقتصادي بين الدول هو النوع الآخر من أنواع التكامل الاقتصادية.
ويسمى بالأدبيات الاقتصادية بالتكامل الأقليمي أو تقسيم العمل والتبادل بين بلدان منطقة جغرافية واحدة، ويجب أن لا ينظر إليه كبديل للتنمية الاقتصادية الداخلية، بل أنه أستمرار ودرجة أعلى من التنمية.
والشروط الموضوعية للتكامل الأقليمي يختلف بعضها عن البعض الآخر في أوجه متعددة، فهي تتعلق بأوضاع البلدان المشتركة فيه وعلى مستوى التطور الذي وصل إليه القطر، وكذلك على درجة المصلحة الاقتصادية بين الأقطار المشتركة في التكامل والشروط الأساسية للأتفاقيات.

## الهدف
من المفترض ان يؤدي إلى انخفاض الأسعار بالنسبة للمستهلكين النهائي الناتج عن المنافسة وزيادة التجارة البينية وبالتالي زيادة التجارة العالمية وأخيرا زيادة الرفاه.

## مراحل التكامل الاقتصادي
1-إتفاقيات التجارة التفضيلية

2-منطقة التجارة الحرة Free trade area ،اتحاد نقدي Monetary union

3-اتحاد جمركي Customs union، سوق مشتركة

4-الاتحاد الاقتصادي أو الوحدة الاقتصادية Economic union ،الاتحاد النقدي والجمركي

5-الاتحاد الاقتصادي والنقدي

6-التكامل الاقتصادي الكامل
7- الاتحاد العربي للمخلصين الجمركيين

## اقرأ أيضًا
- عولمة
- اقتصاد دولي
- اتحاد جمركي
- منطقة التجارة الحرة
- التكامل الاقليمي
- الاتحاد العربي للمخلصين الجمركيين